# Јосиф Григулевич
Јосиф Григулевич (литв. Josifas Grigulevičius, рус. Иосиф Григулевич; Виљнус, 5. мај 1913 — Москва, 2. јун 1988) био је совјетски оперативац НКВД-а између 1937. и 1953. године. Имао је водећу улогу у атентату на комунисте и бољшевике који нису били лојални Јосифу Стаљину.
Живео је у Риму као богати костарински исељеник под лажним идентитетом као Теодоро Б. Кастро. Григулевић је био амбасадор Републике Костарике у Италији и Југославији (1952–1954). Његова мисија као агента била је да убије југословенског лидера Јосипа Броза Тита, али је касније прекинута Стаљиновом смрћу 1953. године. Григулевић се тада преселио у Москву, где је радио као стручњак за историју Латинске Америке и Римокатоличке цркве.
Био је члан Совјетске академије наука, главни и одговорни уредник часописа „Общественные науки и современность”, објавио је многе књиге и чланке о латиноамеричким темама.

## Младост
Григулевич је рођен у Виљнусу, Руска империја (данашња Литванија), у породици Кримских Караимија. Родитељи су му емигрирали у Аргентину када је био млад. Отац га је потом послао у Европу за студирање. Међутим, неки извори тврде да се његов отац преселио у место Ла Кларита у Аргентини, а да су он и његова мајка остали у месту Тракај у Литванији, где се придружио Комунистичкој партији Пољске и упознао са Едвардом Гјереком. По овом извору у Аргентину није путовао до 1934. године. У сваком случају, 1933. године студирао је на кратко на Сорбони. Када га је врбовао НКВД показао је изузетан дар за језике и убрзо је научио енглески, шпански, француски и руски језик.

## Тајни агент
Крајем тридесетих година 20. века, Григулевич је упућен у Шпанију да прати активности Радничке партије марксистичке унификације (ПОУМ) током грађанског рата у тој земљи. Радио је са генералом НКВД-а Александром Орловом. Организовао је „мобилне групе” које су поред стварних и сумњивих троцкиста, убиле лидера ПОУМ-а Андреса Нина који се супроставио Стаљину. У тој мисији Григулевић је очигледно сарађивао са атентатором Виторио Видалијем, познатим у Шпанији као „Командант Карлос Контрерас”.
Григулевич је позван у Москву 1938. године. У јануару 1940. године послат је у Мексико под шифром „Јузек“, да учествује у атентату на Лава Троцког. Они су покушали да га убију 24. маја 1940. године али нису у томе успели.) Након неуспелог покушаја убиства Троцког, Григулевичу и двојици његових саучесника је Пабло Неруда помогао да побегну од мексичке полиције.
Касније је упућен у Аргентину под шифром „Артур”, где је остао током Другог светског рата и организовао анти−нацистичке саботаже. Оженио је мексиканку Лауру Арухо Агулар, која је такође била тајни агент Совјетског Савеза и деловала под шифром ЛУИЗА.

## Костарикански дипломата
Уз помоћ Хоакина Гутјереза, писца из Костарике, који је сакупио про-совјетске и комунистичке симпатије и који је радио у дипломатском корпусу своје земље, Григулевич је 1949. године набавио лажни пасош Костарике под именом Теодор Б. Кастро. Григулевич се претварао да је син богатог произвођача Кафе из Костарике настањен у Риму. Успешно је успоставио увозно-извозни бизнис у Риму и направио обимне личне контакте са пословним личностима и прелатима Католичке цркве. Постао је пријатељ и пословни партнер бившег председника Костарике Хосе Фигереса, а 1951. године именован је за помоћника амбасаде Костарике у Риму. На место амбасадора у Италији и Југославији постављен је 1952. године. У међувремену, Григулевичу је тајно добио совјетско држављанство и чланство у Комунистичкој партији Совјетског Савеза.

## Покушај убиства Тита
Почетком 1952. године, Совјетске обавјештајне службе доделиле су Григулевичу задатак да изврши атентат на југословенског председника Јосипа Броза Тита који се супроставио Стаљину. До Раскола Тито—Стаљин је дошло зато што је совјетска влада хтела да контролише југословенску унутрашњу и спољну политику, док је југословенска влада, након тешко изборене слободе у Другом светском рату, желела да остане независна и самостална, а не совјетска сателитска држава. Започело је у облику совјетских критика тобожњих грешака у изградњи социјализма те оптужби да Комунистичка партија Југославије (КПЈ) води антисовјетску политику, што је КПЈ одлучно одбацила.
Планирао је да убије Тита на једном од састанка. Имао је три плана напада. Према првом је требало да приликом сусрета из скривеног механизма испали вирус куге који би га инфицирао и од тога би умро. Према другом плану требало је да га убије приликом посете Лондону са пиштољем који би био сакривен у сакоу. Трећи план је предвиђао да се Титу поклони кутија са накитом у коме би био смештен смртоносни отров. Њих двоје су се састали неколико пута, али ниједном Гргулевич није покушао да га убије. Смрт Стаљина у марту 1953. прекинуо је планове атентата и Григуљевић је позван у Москву, чиме је завршена његова каријера совјетског тајног агента.

## Историчар
У Москви, Григулевич је био академик и стручњак за Латинску Америку и Католичку цркву. Био је аутор великог броја књига, од којих су неке објављене под псеудонимом Јосиф Лаврецкиј. Године 1961. учествовао је у стварању Института за Латинску Америку, а 1965. је одбранио докторску тезу на тему „Културне револуције на Куби”.. Од 1970. године био је руководилац одељења - шеф сектора за проучавање спољне етнографије, који је 1982. године трансформисан у сектор религијских студија и спољне етнографије. Главни уредник часописа Друштвене науке био је у периоду 1976−1987. Постао је члан Академије наука 1979. године.
Преминуо је у Москви 2. јуна 1988. године..